# DELTa ONE
『dELTa ONE』（デルタ・ワン）は、日本の声優である高山みなみと作詞家の永野椎菜による2人組音楽ユニット・TWO-MIXから派生したグループII MIX⊿DELTA（トゥーミックス デルタ）が2005年7月27日に発売された1枚目のオリジナルアルバム。

## 概要
2005年に、サウンドプロデュースにジョー・リノイエがメンバーに加わったユニットII MIX⊿DELTA（トゥーミックス デルタ）の1枚目のオリジナルアルバム。
TWO-MIXのオリジナルアルバムと合算すると、新譜のリリースは2001年にリリースされた『0G』以来4年ぶりである。

## 収録曲
| #         | タイトル          | 作詞             | 作曲                          | 編曲                       | 時間  |
| --------- | ----------------- | ---------------- | ----------------------------- | -------------------------- | ----- |
| 1.        | 「Vision.V」      | 永野椎菜         | 高山みなみ                    | II MIX⊿DELTA with 鈴川真樹 | 4:58  |
| 2.        | 「Principal」     | 永野椎菜         | 高山みなみ                    | II MIX⊿DELTA with 島田充   | 4:34  |
| 3.        | 「Pocket Rocket」 | 永野椎菜         | 高山みなみ                    | II MIX⊿DELTA with 藤田淳平 | 4:19  |
| 4.        | 「希望の雫」      | ジョー・リノイエ | ジョー・リノイエ              | II MIX⊿DELTA with 鈴川真樹 | 4:51  |
| 5.        | 「Étranger」      | 永野椎菜         | 高山みなみ & ジョー・リノイエ | II MIX⊿DELTA with 鈴川真樹 | 4:41  |
| 6.        | 「Splash」        | 永野椎菜         | 高山みなみ                    | II MIX⊿DELTA with 鈴川真樹 | 4:05  |
| 合計時間: | 合計時間:         | 合計時間:        | 合計時間:                     | 合計時間:                  | 27:28 |

## 楽曲解説
1. Vision.V
2. Principal
3. Pocket Rocket
  - 2007年に発売されたシングル「時空を超えて」のカップリングに「Pocket Rocket Revisited」としてリミックスされ、同年に放送されたテレビ東京系アニメ『キスダムR -ENGAGE planet-』間奏節「人片 オモカゲ」のエンディングテーマとして使われていた。
  - II MIX⊿DELTAと共に編曲を担当した藤田淳平は、音楽クリエイターチームのElements Gardenのメンバーで、水樹奈々や宮野真守の楽曲を手掛けている[4]。
4. 希望の雫
  - 作詞と作曲をジョー・リノイエが担当。TWO-MIXの楽曲を含め、楽曲に日本語のタイトルが初めて採用された。
5. Étranger
  - テレビ東京系アニメ『キスダムR -ENGAGE planet-』挿入歌
  - 2007年に発売されたシングル「A Runner at Daybreak」のカップリングにてシングルカットされた。
6. Splash

## クレジット
- Produced by II MIX⊿DELTA
  - 高山みなみ
  - 永野椎菜
  - ジョー・リノイエ

| 参加ミュージシャン - All Guitars : MASAKI SUZUKAWA | - Recorded & Mixed by NAOYA TAKAHASHI(MUV RINOIE Led.) - Additional Engineer : YASUHISA KATAOKA - Mastered by YOICHI AIKAWA(ROLLING SOUND MASTERING) |

- Executive Producer : ジョー・リノイエ(COPYRIGHTSBANK Inc.), KEIICHI SHIRAISHI(COPYRIGHTSBANK Inc.)

## リリース履歴
| No. | 日付          | レーベル                                          | 規格 | 規格品番  | 最高順位 | 備考 |
| --- | ------------- | ------------------------------------------------- | ---- | --------- | -------- | ---- |
| 1   | 2005年7月27日 | ジェネオンエンタテインメント / J・A・W・S Records | CD   | GNCA-7016 | 185位    |      |